# Livezi (Bacău)
Pour les articles homonymes, voir Livezi.
Livezi est une commune du județ de Bacău en Roumanie.